# Tenstrike
Tenstrike – miasto w Stanach Zjednoczonych, w stanie Minnesota, w hrabstwie Beltrami.